# راندا عوض
راندا عوض (25 سبتمبر 1964 -)، ممثلة لبنانية تعيش في مصر.

## عن حياتها
والدها هو الكاتب اللبناني محمد علي قطب، ووالدتها مصرية. تربت وعاشت في مصر. التحقت في المعهد الفنون المسرحية، وتخرجت منه عام 1990. وهي متزوجة من المخرج عادل عوض نجل الممثل محمد عوض، وهي أم الممثلة جميلة عوض.

## أعمالها
| - زمن أبو الدهب:2014 - مجنون أميرة:2009 - شباب على الهواء:2002 - كريستال:1992 - تحت الصفر:1990 - ميساء | - فضيحة العمر:1989 - السقوط:1989 - ترويض الرجل:1989 - يوم مر ويوم حلو:1988 - نوال | - الجوع:1986 - انغام:1986 - إيمان زميلة دينا - الحب فوق هضبة الهرم:1986 - عفاف أخت رجاء - الحلم القاتل:1986 | - الخط الساخن:1986 - عفواً أيها القانون:1985 - سوزان عبد الحميد - آباء وأبناء:1985 - البرنس:1984 - نفيسه صغيره |

### مسلسلات
| - بريستيج: 2025 - كلبش 2: 2015 -هيلجا - استيفا: 2015 - الصندوق الأسود:2015 - على كف عفريت:2012 - لحظات حرجة (ج2):2010 - في أيد أمينة:2008 - الإمام الشافعي:2007 - زوجة بشر - والحب اقوى:2006 - دوائر الشك:2005 - أوراق مصرية (ج3):2004 - فارس بلا جواد:2002 - ندي الفلسطينية - قاسم أمين:2002 - فارس العرب سيف الدين الحمداني:2002 - هو صحيح الهوى غلاب:2001 | - رائحة الورد:1999 - عفوا حبيبتي:1999 - وبقيت الذكريات:1998 - أيام الضحك والدموع:1998 - القضاء في الإسلام (ج7):1997 - قلوب حائرة:1996 - الحفار:1996 - ليز - ليالي الحلمية (ج5):1995 - داليا - شقة الحرية:1995 - لعبة الفنجري:1993 - محمد رسول الله إلى العالم:1993 - أحلام العنكبوت:1992 | - اليقين:1990 - مطلوب عروسة:1990 - عشاق لا يعرفون الحب:1990 - فتى الأندلس:1989 - أولادي:1989 - فاطمه - الرجاء التزام الهدوء:1989 - قصر الشوق:1988 - عايدة شداد - رأفت الهجان (ج1):1988 - إيفيت سمحون - الحب في حقيبة دبلوماسية:1987 - الساقية تدور:1987 - بين القصرين:1987 | - زهرة من بستان:1985 - قلوب عطشى - السحت - اسطبل عنتر - لم يكن أبدا لها - الإمام محمد عبده - الخروج من الدائرة - بيت العيلة - يوميات مصري - البريمو - أميرة - جنة حتحوت |

### مسرحيات
- عالم أقزام:2009
- ريا وسكينة:1983 - ألفت بنت ريا
- العالمة باشا
- قميص السعادة:

### سهرة تليفزيونية
- وجهي القمر:1996
- عودة السيد
- يا نطرة رخي رخي
- الأسوار
- لا وقت للضياع
- من حال إلى حال
- مع خالص اعتذاري
- وراء الجريمة
- سواق التاكسي

## روابط خارجية
- راندا عوض على موقع IMDb (الإنجليزية)
- راندا عوض على موقع قاعدة بيانات الأفلام العربية